# Politikåret 1858

## Händelser
- 20 februari - Edward Geoffrey Stanley efterträder Henry John Temple som Storbritanniens premiärminister.[1]
- 16 mars - Ludvig Manderström efterträder Elias Lagerheim som Sveriges utrikesstatsminister.[2]
- 7 april - Louis De Geer efterträder Claës Günther som Sveriges justitiestatsminister.[2]
- 11 maj - Minnesota blir delstat i USA.[3]
- 8 december - Hans Christian Petersen efterträder Jørgen Herman Vogt som Norges förstestatsråd.[4]

### Fotnoter
1. ↑  ”United Kingdom” (på engelska). World Statesmen. http://www.worldstatesmen.org/United_Kingdom.html. Läst 29 juli 2015.
2. 1 2  ”Sweden” (på engelska). World Statesmen. http://www.worldstatesmen.org/Sweden.html. Läst 29 juli 2015.
3. ↑  ”Minnesota” (på engelska). World Statesmen. http://www.worldstatesmen.org/US_states_L-M.html#Minnesota. Läst 29 juli 2015.
4. ↑  ”Norway” (på engelska). World Statesmen. http://www.worldstatesmen.org/Norway.htm. Läst 1 augusti 2015.